# Johann Gottfried Tulla
Johann Gottfried Tulla (Karlsruhe, 20 de março de 1770 — Paris, 27 de março de 1828) foi um engenheiro alemão. Suas medidas deram ao Alto Reno uma aparência completamente nova. O rio foi aprofundado e canalizado entre aterros que estreitaram os canais para uma largura de 200 a 250 m (660 a 820 pés); novas seções foram cavadas para endireitar seu curso sinuoso e várias pequenas ilhas foram removidas. O efeito foi reduzir o comprimento do rio entre Basel e Worms de 355 para 275 km (221 para 171 milhas). No entanto, o endireitamento do Alto Reno aumentou a velocidade de fluxo e, portanto, aumentou permanentemente o risco de inundação nas regiões do Médio e do Baixo Reno, a restauração parcial da planície de inundação ainda é realizada em um programa conjunto da Alemanha e da França.

## Carreira
Tulla começou seu treinamento em 1792 com Karl Christian von Langsdorf. De 1794 a 1796, ele viajou pela Europa Central e pela Escandinávia, estudando projetos hidráulicos. Durante suas viagens, em 1795, estudou química e mineralogia na Academia de Mineração de Freiberg, Saxônia. Posteriormente, ele foi transferido para o serviço público em Baden. Seguiu-se um treinamento adicional em Paris em 1801, mas ele foi chamado de volta a Karlsruhe depois de um ano. Lá ele foi nomeado para o posto de capitão em 1803. A partir de 1807, ele trabalhou na Suíça na canalização do rio Linth. Também em 1807 foi um dos fundadores da escola de engenharia que foi a antecessora da Universidade de Karlsruhe. Ele foi promovido várias vezes nos anos seguintes, em 1809 a major e em 1814 a tenente-coronel. Em 1817 foi nomeado diretor da Oberdirektion des Wasser- und Straßenbaues (Diretoria de Água e Construção de Estradas). Neste escritório, ele foi fundamental no planejamento da estabilização e endireitamento do curso do Alto Reno, um enorme projeto de engenharia fluvial que continuou até 1879, muito depois de sua morte. Sua nomeação como oficial da Légion d'honneur francesa ocorreu em 1827.
Tulla morreu das consequências da malária em 1828 e foi enterrado no cemitério de Montmartre, em Paris. Sua lápide mostra a "esquina de Altrip", uma das seções tecnicamente mais difíceis do endireitamento do Reno, perto da vila de Altrip, no Palatinado.

## Galeria

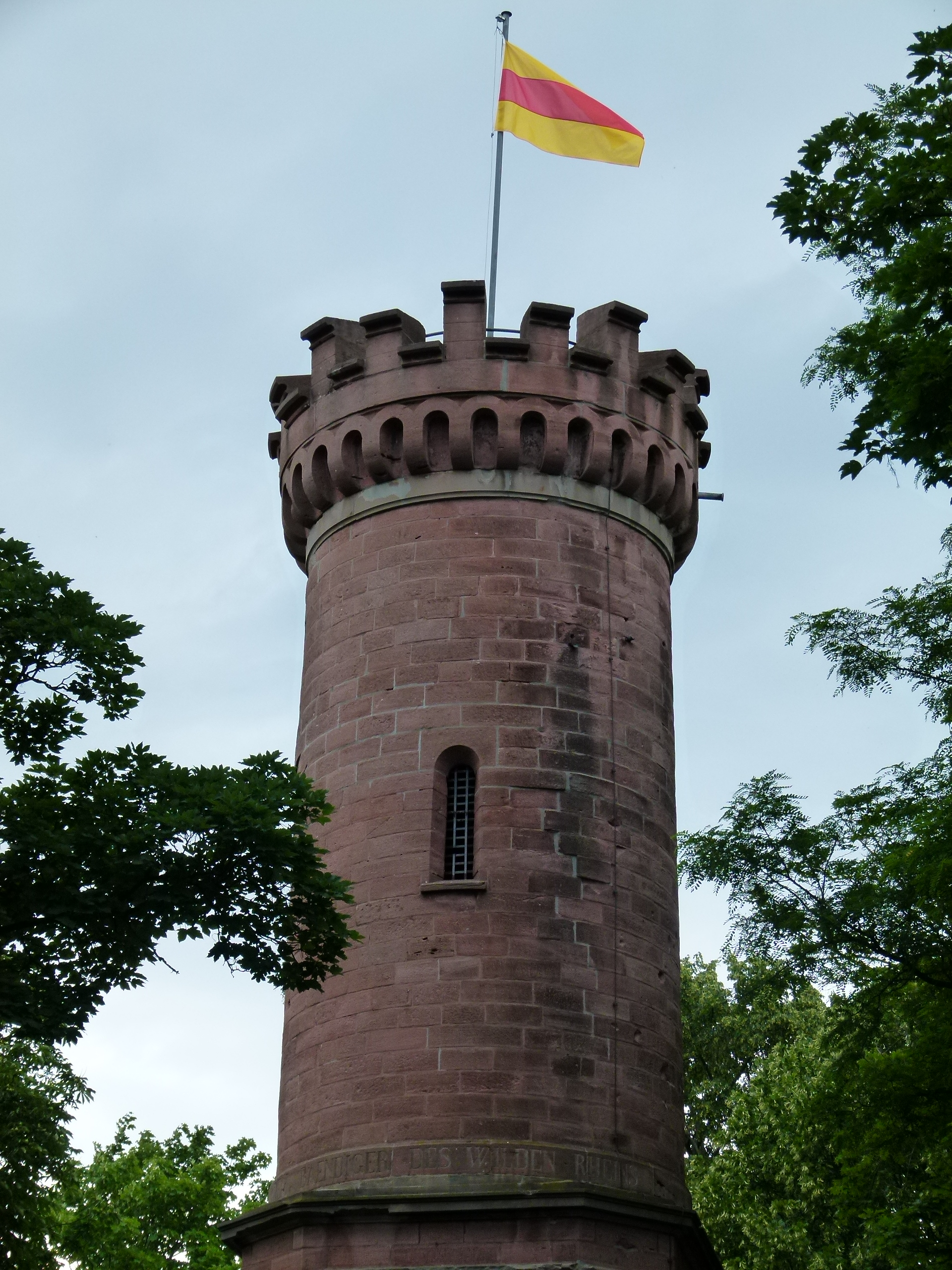
Tullaturm em Breisach am Rhein
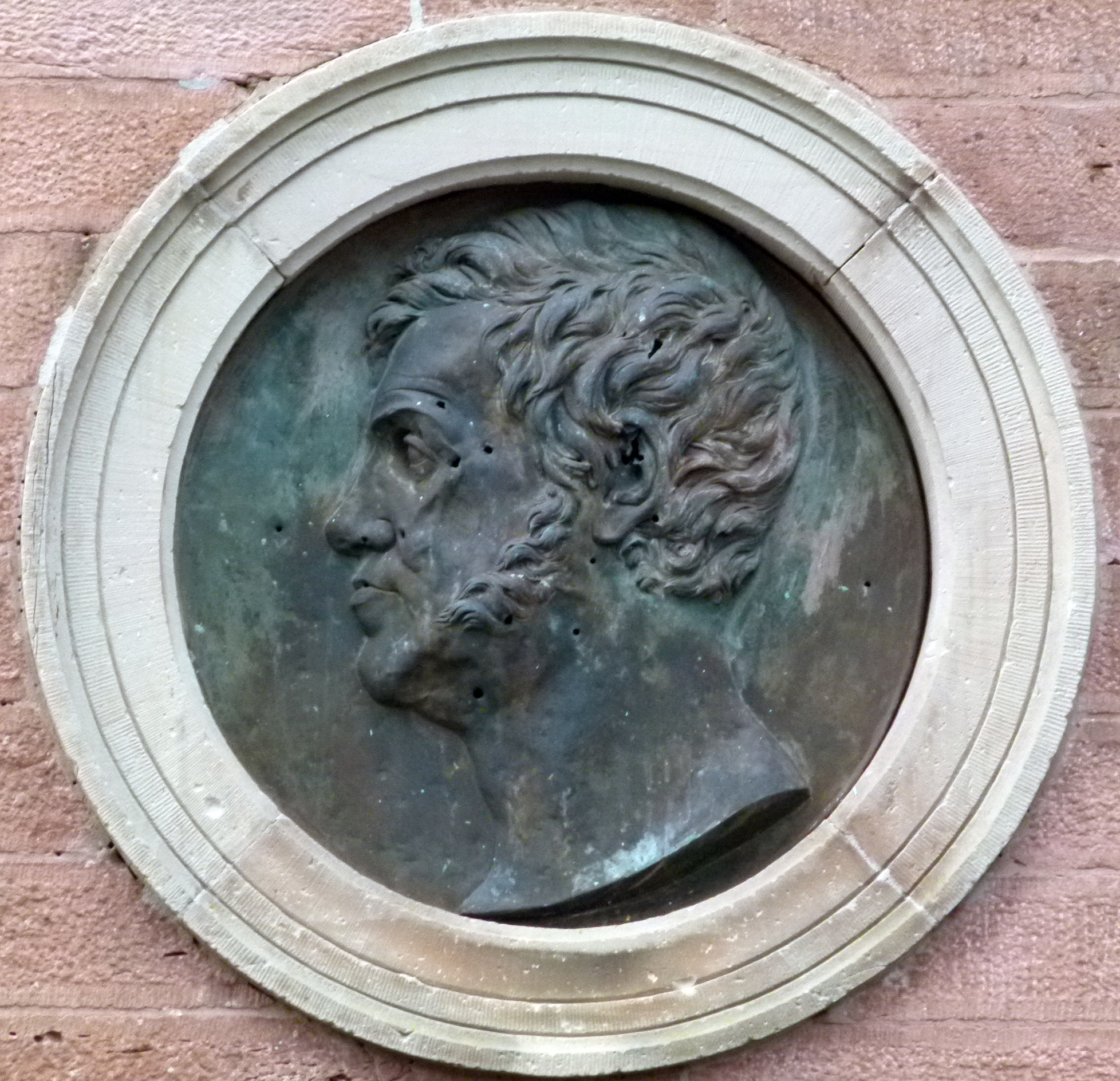
Imagem de Johann Gottfried Tulla na Tullaturm em Breisach am Rhein
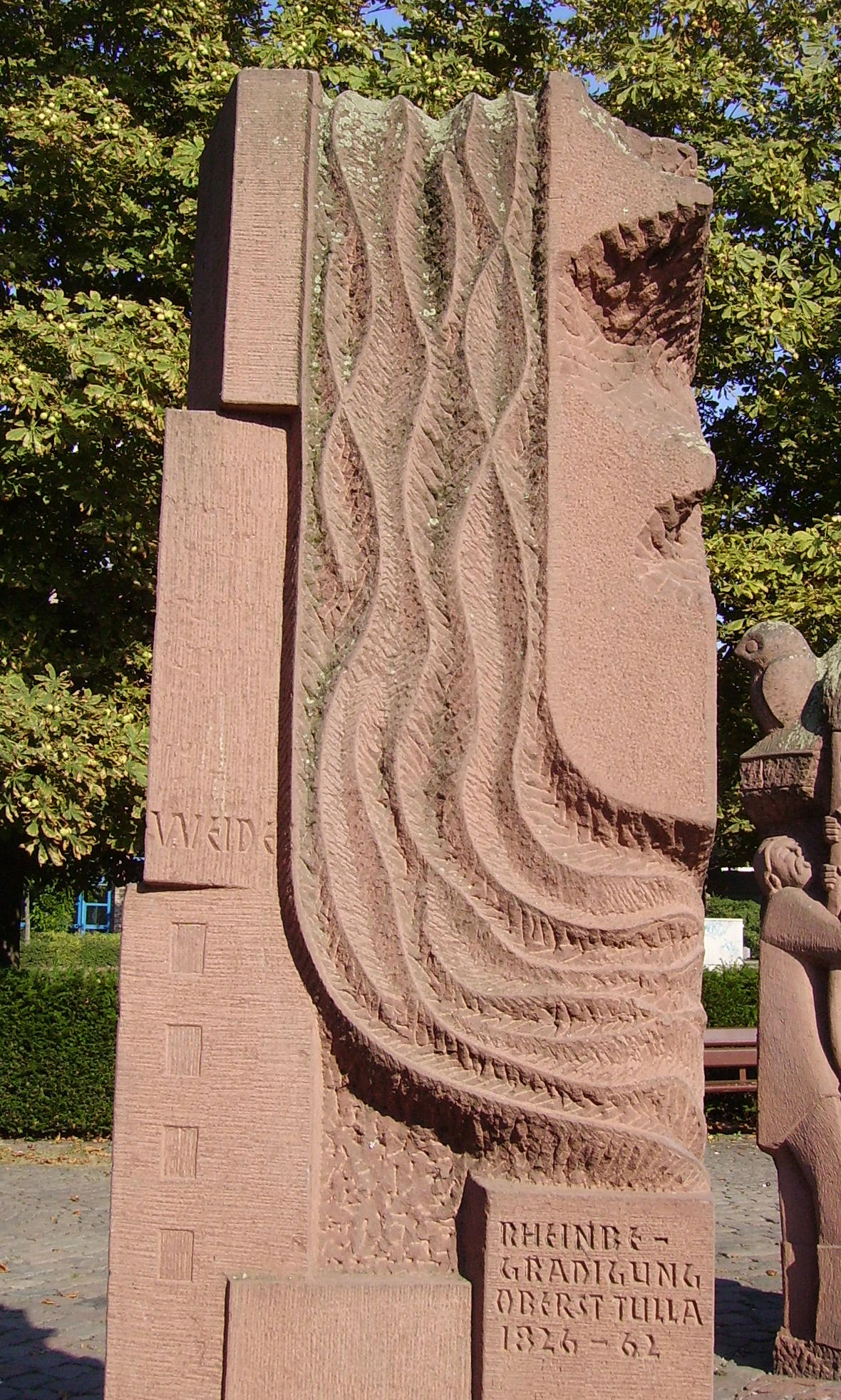
Monumento a Tulla, no Stadtteilbrunnen, Ludwigshafen am Rhein
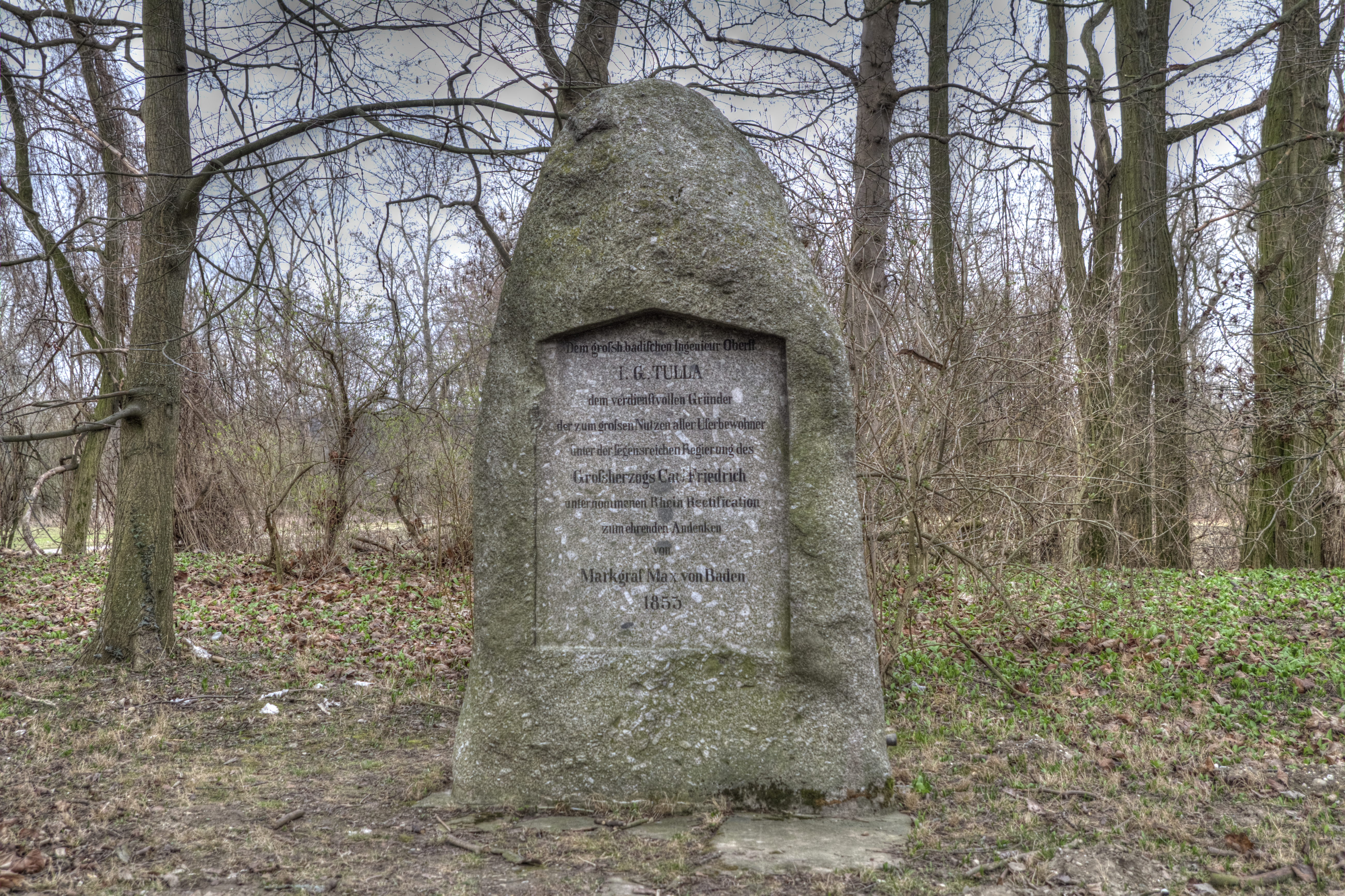
Monumento a Tulla no Reno em Karlsruhe
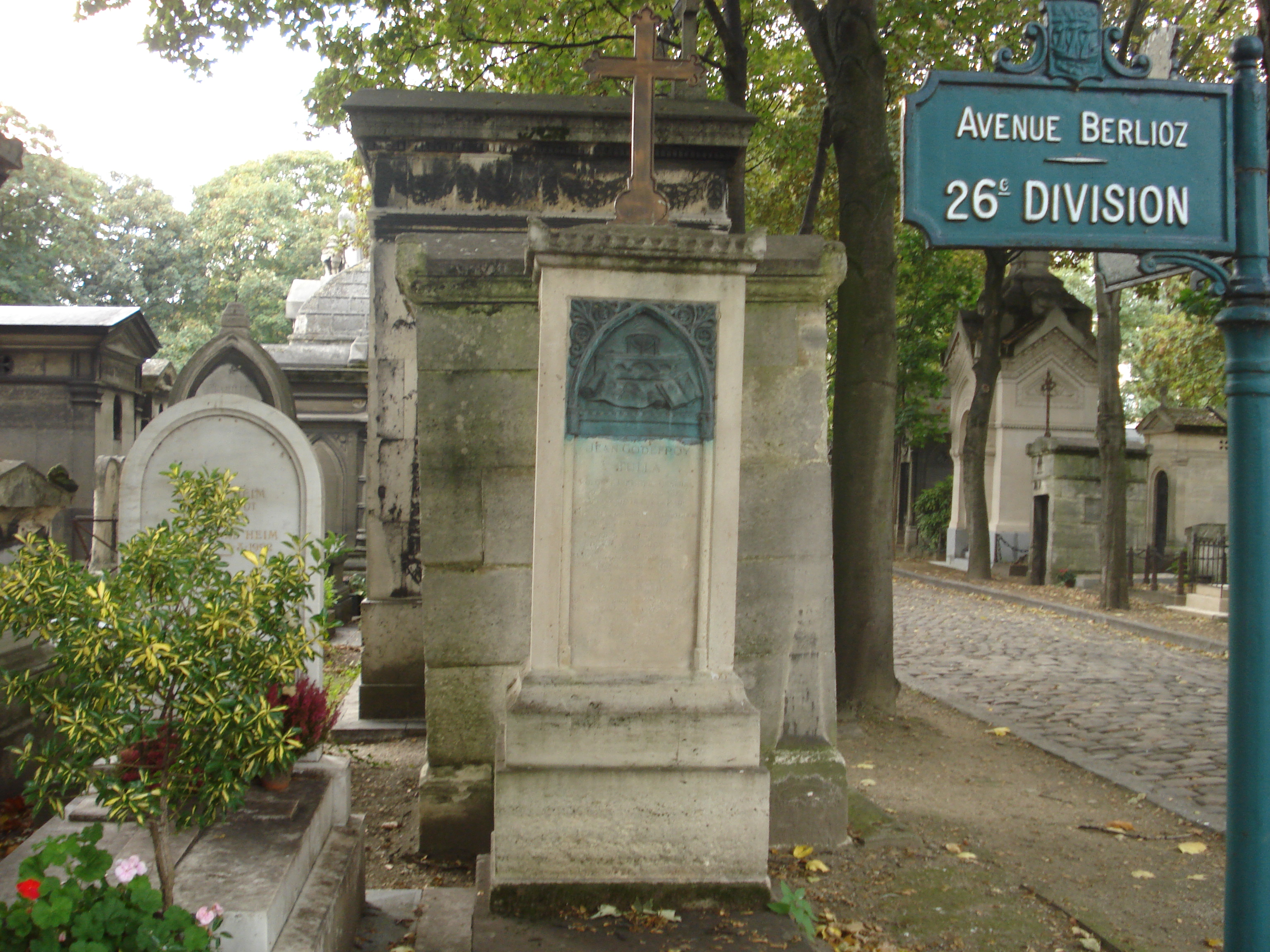
Sepultura no Cemitério de Montmartre
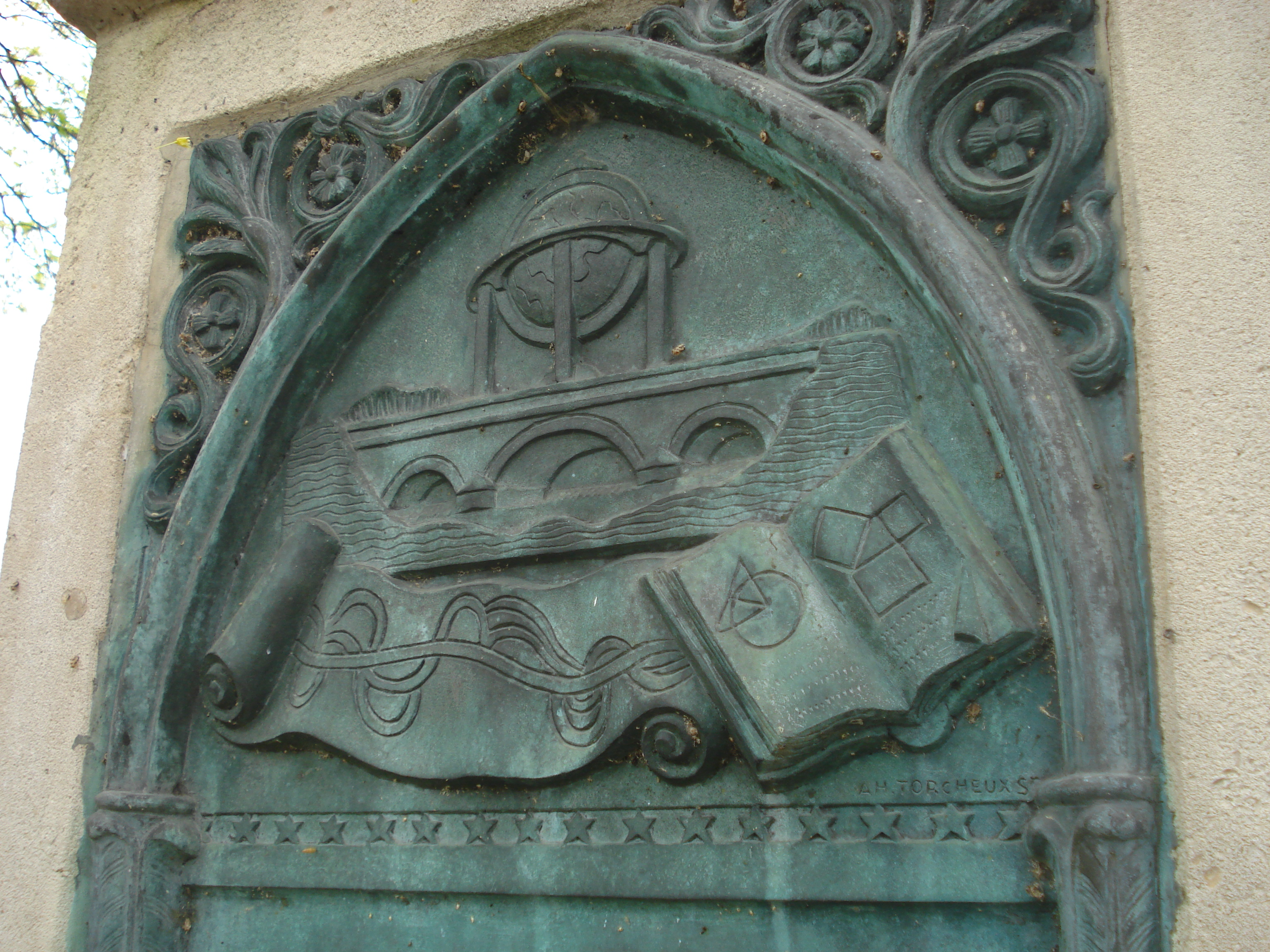
Plaqueta de bronze em sua sepultura

## Obras
- Charte über das Grossherzogthum Baden (1812)
- Die Grundsätze, nach welchen die Rheinbauarbeiten künftig zu führen seyn möchten (1812)
- Über die Rektifikation des Rheins, von seinem Austritt aus der Schweiz bis zu seinem Eintritt in das Großherzogthum Hessen (1825)